# Festival Internacional de Cine de Transilvania
El Festival Internacional de Cine de Transilvania (en rumano: Festivalul internațional de film Transilvania; en inglés: Transilvania International Film Festival, TIFF ) es el primer festival internacional de cine de Rumania, que se celebra anualmente en la ciudad de Cluj-Napoca. Fundado en 2002 por la Asociación para la Promoción del Cine Rumano ( en rumano: Asociația pentru Promovarea Filmului Românesc), el TIFF ha ido creciendo rápidamente hasta convertirse en el evento relacionado con el cine de mayor importancia en Rumania. Es miembro de la Alianza de Festivales de Cine de Europa Central y del Este (CentEast) y cuenta con el apoyo del Programa Europa Creativa – MEDIA. En febrero de 2011, el TIFF fue acreditado por la FIAPF como "festival competitivo especializado en primeras y segundas películas". Indiewire lo incluyó como uno de los 50 festivales de cine más importantes del mundo.
Se lleva a cabo en 20 salas de la ciudad, incluidos lugares al aire libre y no convencionales. Desde 2007 el festival también se celebra en la ciudad de Sibiu, coincidiendo con su declaración como Capital Europea de la Cultura y en 2018 se amplió a la ciudad de Oradea. El objetivo principal del TIFF es la promoción del cine rumano y la presentación de algunas de las películas más innovadoras y espectaculares del momento en el panorama europeo. El festival también ha desarrollado una plataforma educativa para niños, a través de EducaTIFF, y para adolescentes, a través de Let's Go Digital! Desde 2015, el festival ha puesto en marcha el proyecto TIFF–Industry, abierto a talentos de Rumania y Moldavia y con programas como Transilvania Talent Lab (TTL) o Transilvania Pitch Stop (TPS). 

## Historia
TIFF es el primer festival de cine de Rumanía con una competición internacional de largometrajes. El festival de 2007 utilizó el personaje del Conde Drácula para materiales promocionales, junto con una mascota que se asemeja al Conde Orlok de la película Nosferatu de 1922 inspirada en Drácula, seguido de una proyección de la película clásica.
En 2016, TIFF atrajo a más de 120.000 asistentes.

## Premios

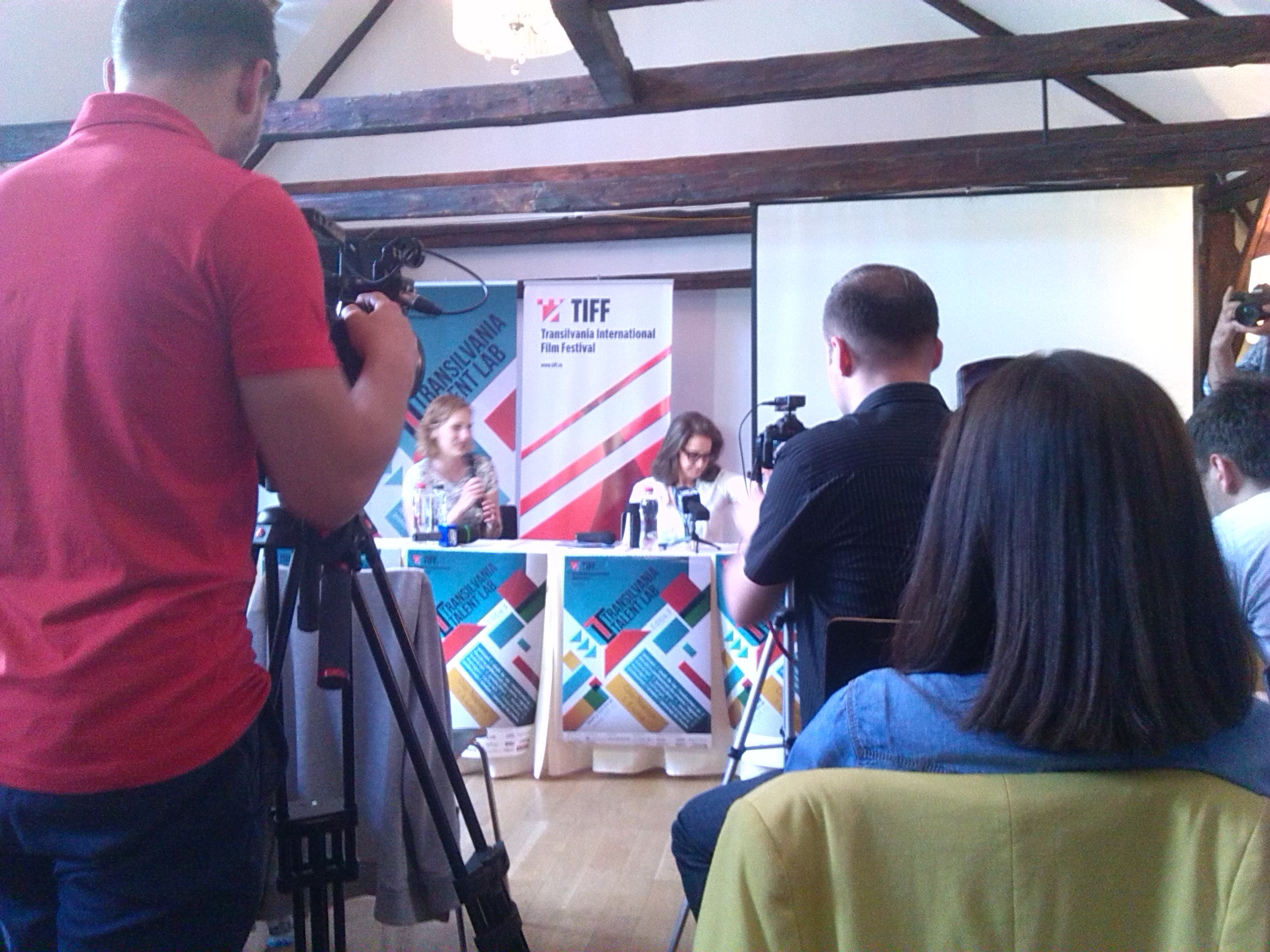
La actriz Debra Winger (derecha) en el Festival Internacional de Cine de Transilvania 2014.

A lo largo de los años, el premio TIFF Lifetime Achievement se ha concedido a importantes figuras del cine europeo y mundial, entre ellas Sophia Loren Nastassja Kinski, Jiří Menzel, Debra Winger, Claude Lelouch, Geraldine Chaplin, Wim Wenders, Marin Karmitz, Jacqueline Bisset y Michael York ., Catherine Deneuve, Claudia Cardinale, Annie Girardot, Udo Kier, Vanessa Redgrave, Nicolas Roeg y Franco Nero .

### Ganadores del Trofeo Transilvania
| Año  | Película                                 | Director                        | País                 |
| ---- | ---------------------------------------- | ------------------------------- | -------------------- |
| 2021 | The Whaler Boy                           | Philipp Yuryev                  | Bandera de Rusia     |
| 2020 | Babyteeth                                | Shannon Murphy                  | Bandera de Australia |
| 2019 | Monos                                    | Alejandro Landes                | Bandera de Colombia  |
| 2018 | Las herederas                            | Marcelo Martinessi              | Bandera de Paraguay  |
| 2017 | Chemi Bednieri Ojakhi                    | Nana Ekvtimishvili, Simon Groß  | Bandera de Georgia   |
| 2016 | Câini                                    | Bogdan Mirică                   | Bandera de Rumania   |
| 2015 | El incendio                              | Juan Schnitman                  | Bandera de Argentina |
| 2014 | Stockholm                                | Rodrigo Sorogoyen               | Bandera de España    |
| 2013 | Ship of Theseus                          | Anand Gandhi                    | /                    |
| 2012 | Oslo, 31. august                         | Joachim Trier                   | Bandera de Noruega   |
| 2011 | Sin retorno                              | Miguel Cohan                    | /                    |
| 2010 | Jao nok krajok                           | Anocha Suwichakornpong          | Bandera de Tailandia |
| 2009 | Nord                                     | Rune Denstad Langlo             | Bandera de Noruega   |
| 2009 | Polițist, adjectiv                       | Corneliu Porumboiu              | Bandera de Rumania   |
| 2008 | Intimidades de Shakespeare y Víctor Hugo | Yulene Olaizola                 | Bandera de México    |
| 2007 | La sagrada familia                       | Sebastián Lelio                 | Bandera de Chile     |
| 2006 | A fost sau n-a fost?                     | Corneliu Porumboiu              | Bandera de Rumania   |
| 2005 | 4                                        | Ilya Khrzhanovsky               | /                    |
| 2005 | Whisky                                   | Juan Pablo Rebella, Pablo Stoll | /                    |
| 2004 | Días de Santiago                         | Josué Méndez                    | Bandera de Perú      |
| 2003 | Nói albinói                              | Dagur Kári                      | /                    |
| 2002 | Occident                                 | Cristian Mungiu                 | Bandera de Rumania   |